# Lewis Clive
Lewis Clive (* 8. September 1910 in Tooting, London; † 28. Juli 1938 in Gandesa, Provinz Tarragona) war ein britischer Ruderer.
Lewis Clive begann am Eton College mit dem Rudersport. Als Student der University of Oxford gehörte er 1931 zum siegreichen Achter beim Boat Race. Bei der Henley Royal Regatta gewann Clive zusammen mit Hugh Edwards 1931 und 1932 den Wettbewerb im Zweier ohne Steuermann. Clive und Edwards traten auch bei den Olympischen Spielen 1932 in Los Angeles an. Dort gewannen sie ihren Vorlauf mit drei Sekunden Vorsprung auf Cyril Stiles und Frederick Thompson aus Neuseeland. Nachdem sich die Neuseeländer über den Hoffnungslauf ebenfalls für das Finale qualifiziert hatten, kämpften die beiden Boote um die Goldmedaille. Clive und Edwards gewannen im Finale mit zwei Sekunden Vorsprung, sechs Sekunden hinter den Neuseeländern erkämpfte der polnische Zweier die Bronzemedaille.
Lewis Clives Vater Percy war als Oberstleutnant der Grenadier Guards im Ersten Weltkrieg gefallen. Lewis Clive war für die Labour Party in Kensington aktiv und schrieb für die Fabian Society. Im Spanischen Bürgerkrieg schloss sich Clive der Republikanischen Armee an. Er fiel in der Ebroschlacht.